# تاريخ علم القراءات في الكوفة
تاريخ علم القراءات في الكوفة تعد الكوفة من أهم مدارس القراءات في البلاد الإسلامية، فقد نشأت على يد الصحابي عبد الله بن مسعود، حين أرسله عمر بن الخطاب إليهم ليعلمهم، فأخذت عنه قراءته، وكان عبد الله بن مسعود هذليًّا، يقرأ بلغة هذيل، فأمره الخلفية عمر بن الخطاب أن يُقرئ الناس بلغة قريش، كما أن بعض حروفه قد نسخت في العرضة الأخيرة.
ثم جمع الخليفة عثمان بن عفان الناس على حرف واحد، وأرسل إلى جميع الأمصار مصحفًا من مصاحفه التي نسخها من مصحف الخليفة أبي بكر الصديق، وأرسل معه قارئًا يقرئ الناس بما فيه، فأرس إلى الكوفة مصحفًا، ومعه أبو عبد الرحمن السلمي، ليقرئ الناس بما فيه، وأمر ببقية المصاحف والصحف أن تتلف وتحرق، فأبى ابن مسعود أن يسلم مصحفه، ثم رجع إلى رأي عثمان لما تبين له الحق، لكن قراءته بقيت مسيطرة على الكوفة.
إلى أن أصبح الحجاج واليا على العراق، فخطا عدة خطوات لنشر مصحف عثمان، واستئصال شأفة قراءة عبد الله بن مسعود، ومنع الناس من القراءة بها.

## المدرسة الكوفية في القراءات
نشأت المدرسة الكوفية في القراءات على يد الصحابي عبد الله بن مسعود، فقد أرسله عمر بن الخطاب إليهم ليعلمهم، فأخذت عنه قراءته.
وكان عبد الله بن مسعود هذليا، يقرأ بلغة هذيل، فأمره الخلفية عمر بن الخطاب أن يُقرئ الناس بلغة قريش، كما أن بعض حروفه قد نسخت في العرضة الأخيرة.
ثم جمع الخليفة عثمان بن عفان الناس على حرف واحد، وأرسل إلى جميع الأمصار مصحفًا من مصاحفه التي نسخها من مصحف الخليفة أبي بكر الصديق، وأرسل معه قارئًا يقرئ الناس بما فيه، فأرسل إلى الكوفة مصحفًا، ومعه أبو عبد الرحمن السلمي، ليقرئ الناس بما فيه، وأمر ببقية المصاحف والصحف أن تتلف وتحرق، فأبى ابن مسعود أن يسلم مصحفه، ثم رجع إلى رأي عثمان لما تبين له الحق.
لكن قراءته بقيت مسيطرة على الكوفة، وإقبال الناس على القراءة من مصحف عثمان، والتلقي من أبي عبد الرحمن السلمي كان ضعيفًا في بادئ الأمر، لانتشار قراءة ابن مسعود وأصحابه، حتى قال الأعمش فيما نقل عنه ابن مجاهد: «أدركت أهل الكوفة وما قراءة زيد فيهم إلا كقراءة عبد الله فيكم اليوم، ما يقرأ بها إلا الرجل والرجلان».
وبعد أن رجع ابن مسعود بدأ الناس في قبول القراءة الجديدة رويدًا رويدًا، إلى أن أصبح علي بن أبي طالب الخليفة، حينئذ أصبحوا يقرؤون من المصحف العثماني؛ لموافقة ما فيه قراءة علي، لكون أغلب أهل الكوفة من شيعته.

## انتشار القراءة بمصحف عثمان في الكوفة
أول من أقرأ بالكوفة القراءة التي جمع عثمان الناس عليها: أبو عبد الرحمن السلمي، فجلس في المسجد الأعظم، ونصَّب نفسه لتعليم الناس القرآن، ولم يزل يقرئ بها أربعين سنة إلى أنه توفي، وكان أخذ القراءة عن عثمان، وعن علي بن أبي طالب، وزيد بن ثابت، وعبد الله ابن مسعود، وأبي بن كعب.
وكان يقرئ عشرين بالغداة، وعشرين بالعشي، ويعلمهم أين الخمس والعشر، وكان يقرئ خمسًا خمسًا.

## دور الحجاج في نشر مصحف عثمان في الكوفة
كان الحجاج من أشد المناصرين لهذه القراءة، وحمل على عاتقه استئصال شأفة قراءة ابن مسعود، حينما أصبح واليًا على العراق، فقام بالخطوات التالية:
- أقام لجنة خاصة لتقطيع كل مصحف يجدوه مخالفًا لمصحف عثمان، على أن يعطوا صاحبه ستين درهمًا تعويضًا، مما اضطر بعض أصحاب عبد الله بن مسعود إلى إخفاء مصاحفهم ودفنها، كما ذكر ذلك عن الحارث بن سويد التيمي.
- كان المصحف العثماني في هذا العصر قد شكل، لكنه لم ينقط، فكلف نصر بن عاصم، ويحيى بن يعمر بنقط المصحف، وهما تلميذا أبي الأسود الذي شكل المصحف، وكان يقرأ بقراءة علي، بمعنى أن المصحف العثماني صار لأول منقطًا ومشكلًا وفقًا لقراءة قريش.
- توعد الحجاج العلماء والقراء بأن من يقرأ بقراءة عبد الله بن مسعود سيقطع عنقه، فيذكر أن القراء في عصره نشروا قراءة عبد الله نكاية بالحجاج، منهم: عاصم بن بهدلة، والأعمش.[8][9]

## قراء مدرسة الكوفة

### الأول: أبو بكرعاصم بن أبي النجود
أخذ القراءة عن أبي عبد الرحمن، وعرض على زر بن حبيش، إلا أن أحد رواة  قراءته (أبو بكر بن عيّاش) قد قال: قال لي عاصم: (ما أقرأني أحد حرفًا إلا أبو عبد الرحمن السلمي، وكان أبو عبد الرحمن قد قرأ على علي، وكنت أرجع من عند أبي عبد الرحمن، فأعرض على زر بن حبيش). وكان زر قد قرأ على عبد الله ابن مسعود، وكان عاصم مقدمًا في زمانه، مشهورًا بالفصاحة، معروفًا بالإتقان.
وإلى قراءة عاصم صار بعض أهل الكوفة وليست بالغالبة عليهم، لأن أضبط من أخذ عن عاصم أبو بكر بن عياش، وحفص وكان أبو بكر لا يكاد يمكن من نفسه من أرادها منه، فقلت بالكوفة من أجل ذلك، وعز من يحسنها.

### الثاني:حمزة بن حبيب الزيات
وكان حمزة ممن تجرد للقراءة، ونصب نفسه لها، وكان ينحو نحو أصحاب عبد الله، لأن قراءة عبد الله انتهت بالكوفة إلى الأعمش، وكان حمزة قد قرأ على الأعمش بها، ويقال: إنه لم يقرأ عليه ولكنه سمع قراءته، لكن قراءته مزيج من بين سائر قراءات أهل الكوفة، وأسانيده ترجع إلى علي وابن مسعود، وربما أُبي، مع الالتزام بموافقة مصحف عثمان، وقد انتقده بعض العلماء لأخذه بقراءات شاذة، وتكلفه في الأداء أحكاماً شاذة عن مذاهب العرب، ومنهم من بدع قراءته وأبطل الصلاة خلفه.
ومع هذا انتشر قراءة حمزة في الكوفة، وقرأ عليه جلة أهل الكوفة، كسفيان الثوري وشريك بن عبد الله، وأبو الأحوص، ويوسف بن أسباط، وغيرهم.

### الثالث:علي بن حمزة الكسائي
وكان الكسائي قد قرأ على حمزة، ونظر في وجوه القراءات، وكانت العربية علمه وصناعته، واختار من قراءة حمزة، وقراءة غيره قراءة متوسطة، غير خارجة عن آثار من تقدم من الأئمة.
وكان إمام الناس في القراءة في عصره، وكان يأخذ الناس عنه ألفاظه بقراءته عليهم.

## سبب انتشار رواية حفص عن عاصم في العالم الإسلامي
كان لكل مصر من الأمصار القراءة الخاصة، ففي مكة كانوا يقرؤون بقراءة ابن كثير، وفي المدينة بقراءة نافع وأبي جعفر، وفي الشام بقراءة ابن عامر، وفي البصرة بقراءة أبي عمرو، وفي الكوفة بقراءة حمزة وعاصم، إلى أن اعتمد العثمانيون قراءة حفص عن عاصم كقراءة رسمية، لجميع المناطق التي تحت إمرتهم، وذلك لأنهم كانوا يعتمدون مذهب أبي حنيفة في الفقه، وأبو حنيفة كوفي يقرأ برواية حفص، فاعتمدوها رواية رسمية لهم.
ومع هذا كانت القراءات منتشرة في كثير من البلدان، كقراءة حفص الدوري، وورش وقالون، إلى أن أتت المطابع، وطبعت المصاحف على رواية حفص، وكان ذلك قبل 200 عام تقريبًا، ثم جاء مجمع الملك فهد لطباعة المصحف الشريف وطبع ملايين المصاحف على رواية حفص؛ لكونها الرواية السائدة للبلاد، فانتشرت في جميع أقطار الأرض، وأصبحت هي الرواية الرسمية لجميع البلدان الإسلامية إلا أماكن محدودة التزمت بما كانت عليه سابقًا.